# Randstad
Randstad (výslovnost randstat) je konurbace na západě Nizozemska ležící na části území provincií Severní Holandsko, Jižní Holandsko, Flevoland a Utrecht; celkově zde žije přibližně 8 milionů obyvatel. Název Randstad je složen z nizozemských slov (rand – okraj a stad – město), města tvoří pomyslný kruh, uvnitř něhož se nachází relativně málo osídlená zemědělská oblast, tzv. Groene Hart (zelené srdce).
Randstad sestává ze čtyř největších nizozemských měst: Amsterdam, Rotterdam, Haag, Utrecht a mnoha menších měst, mimo jiné Almere, Haarlem, Alkmaar, Amersfoort, Dordrecht, Hilversum, Leiden, Zoetermeer, Zaanstad a Delft.
Randstad zabírá asi 20 % rozlohy Nizozemí, žije zde však více než 40 % obyvatel této země, hustota osídlení je jedna z nejvyšších v Evropě: 1200 obyvatel/km². Se svou celkovou ekonomickou výkonností (216,3 mld. EUR) se řadí na páté místo v Evropě, po Londýně (546,8 mld. EUR), Paříži (465,7 mld. EUR), Porýní-Porúří (330,9 mld. EUR) a Miláně (241,2 mld. EUR).[zdroj?]